# Neoblattella binodosa
Neoblattella binodosa är en kackerlacksart som beskrevs av Morgan Hebard 1926. Neoblattella binodosa ingår i släktet Neoblattella och familjen småkackerlackor. Inga underarter finns listade i Catalogue of Life.